# Serge Blanco
Pour les articles homonymes, voir Blanco.

a Compétitions nationales et continentales officielles uniquement.

b Matchs officiels uniquement.
Dernière mise à jour le 20 septembre 2009.
Serge Blanco (surnommé le Pelé du rugby), né le 31 août 1958 à Caracas au Venezuela, est un joueur international français de rugby à XV, devenu dirigeant sportif et homme d'affaires. Serge Blanco est considéré comme l'un des meilleurs joueurs français de tous les temps et comme l'un des plus grands joueurs de l'histoire du rugby mondial. Il compte quatre-vingt-treize sélections en équipe de France, ce qui fait de lui, en 2015, le cinquième joueur français le plus capé, dont douze fois à l'aile et quatre-vingt-une fois au poste d'arrière entre 1980 et 1991 — record mondial — et dix-sept fois en tant que capitaine. Il marque trente-huit essais, sixième rang mondial et premier en France.
Serge Blanco est un des acteurs de la victoire française lors de six Tournois des Cinq Nations (1981, 1983, 1986, 1987, 1988, et 1989 où il est le meilleur marqueur du Tournoi) dont deux Grand Chelems en 1981 et en 1987, année où il joue un rôle décisif dans l'accession de la France à la finale de la première coupe du monde. Il remporte également les Jeux méditerranéens en 1979 et 1983, et participe aux tournées en Afrique du Sud en 1980, en Australie en 1981, 1986 et 1990, en Nouvelle-Zélande en 1984, 1986 et 1989, en Argentine en 1985, 1986 et 1988, et aux États-Unis en 1991.
Serge Blanco est vice-président de la Fédération française de rugby de 2012 à 2016, après avoir été président du Biarritz olympique de 1995 à 1998 et  de 2008 à 2015, et le premier président de la Ligue nationale de rugby de 1998 à 2008, l'organisme gérant les intérêts des clubs de rugby professionnels français.

## Famille et enfance
Serge Blanco naît le 31 août 1958 au Venezuela d'Odette et Pedro Blanco. Sa mère est française d'origine basque alors que son père, officier de police, est vénézuélien. La famille Blanco quitte Caracas en 1960 à la suite du décès de ce dernier d'un infarctus. Serge Blanco n'a alors que 2 ans lorsqu'il arrive à Biarritz. Si les Blanco ne sont pas pauvres, leur niveau de vie n'est pas confortable non plus et Odette Blanco travaille comme garde-barrière ou vendeuse d'abat-jour pour élever son fils le mieux possible. Celui-ci est scolarisé au collège Immaculée Conception de Biarritz, collège tenu par le clergé séculier. Excellent en sport, le jeune Blanco reçoit une proposition pour rejoindre le Football Club de Nantes mais il la refuse, ne souhaitant pas quitter le Pays basque. Il joue donc au rugby à XV et brille dans les catégories de jeunes.

## Carrière sportive

### En club
Il débute en 1974 au Biarritz olympique. Sa fidélité au club basque jusqu'à la fin de sa carrière lui vaut un palmarès en club pauvre. C'est également le cas de Patrice Lagisquet jouant sous les couleurs de l'Aviron bayonnais, « l'ennemi juré ». En effet, hormis une place en finale de championnat perdue contre le Rugby club toulonnais en 1992 lors de son dernier match de championnat, une victoire dans le Challenge Antoine Béguère en 1991 et deux autres places de finaliste — l'une dans le Challenge Yves du Manoir en 1989 et l'autre dans le Challenge Antoine Béguère en 1979 — son club n'obtient alors que peu de résultats, malgré le niveau de jeu si brillant du joueur.
En 1988-1989, le Biarritz olympique de Serge Blanco, Pascal Ondarts, est relégué en groupe B. Il perd en demi-finale de groupe B contre la Section paloise au Parc des Sports de Saint Léon à Bayonne. Il parvient en finale du Challenge Yves du Manoir et s'incline 18-12 contre le Racing club de Narbonne. En septembre 1990, Serge Blanco et ses coéquipiers se déplacent à Perpignan en phase de poule d'un championnat à 80 clubs où l'on retrouve également le Stade toulousain, Orthez, Coarraze-Nay ou Béziers.
Serge Blanco cumule également huit sélections chez les Barbarians français et c'est avec cette équipe qu'il dispute son dernier match officiel le 31 octobre 1992, contre les Springboks au Stadium Nord Lille Métropole.

### En équipe nationale

#### Débuts en équipe de France, premier tournoi et Grand chelem 1980-1981
Lors de la tournée de l'équipe de France en Afrique du Sud en 1980, Serge Blanco est retenu dans le groupe alors que Serge Gabernet et Jean-Michel Aguirre occupent le poste d'arrière du XV de France lors du tournoi des cinq nations 1980. Pour sa première sélection, le 8 novembre, contre les Springboks, il encaisse cinq essais comme dernier défenseur. Sont également retenus pour la première fois Jean-Paul Wolf, jeune pilier de 20 ans et un jour, qui n'a joué que cinq matchs de championnat au plus haut niveau avec l'AS Béziers, Jean-Pierre Élissalde, Pierre Lacans et Laurent Pardo. Seul Serge Blanco aura une longue carrière internationale. Il est à l'origine du seul essai français de la rencontre. La France rencontre quinze jours plus tard l'équipe de Roumanie à Bucarest. Le capitaine et demi de mêlée roumain s'appelle Mircea Paraschiv, le buteur et centre Ion Constantin, un troisième ligne aile Florică Murariu. Ces noms ont été oubliés ; pourtant, dans les années 1960 et 1970, la Roumanie est une solide formation internationale de rugby à XV qui gagne contre la France en 1974 et 1976. La France s'incline 15-0 avec un essai transformé, trois coups de pied de pénalité inscrits par les Roumains.
En cette fin d'année 1980, alors que l'équipe de France traverse une mauvaise passe (avant-dernière du Tournoi, écrasée en Afrique du Sud, battue par la Roumanie), Guy Basquet remplace Élie Pebeyre en tant que patron du comité de sélection. Jacques Fouroux, qui devient homme de terrain de cette équipe de France, bénéficie alors du soutien absolu du président de la Fédération française, Albert Ferrasse, et a une grande influence sur le comité et devient le premier véritable entraîneur-sélectionneur du XV de France.
En 1981, Serge Blanco participe pour la première fois au tournoi des cinq nations. Serge Gabernet (Stade toulousain) occupe le poste d'arrière du XV de France à la place de Jean-Michel Aguirre (Stade bagnérais), les hommes forts et expérimentés sont Roland Bertranne, qui détient le record de sélections en équipe de France, Jean-Pierre Rives (38 sélections) et Robert Paparemborde (37 sélections avant le tournoi), les trois premiers joueurs français à compter deux grands chelems dans leur carrière. Lors du match d'ouverture, la France défait l'Écosse 16-9 avec un premier essai inscrit par Serge Blanco au bout de neuf minutes de jeu, suivi d'un second inscrit par Roland Bertranne, contre un pour les Écossais réalisé par John Rutherford. Pour le match contre l'Irlande, les lignes arrière sont modifiées avec Alain Caussade qui remplace Serge Blanco, Guy Laporte Bernard Viviès et Patrick Mesny Didier Codorniou. Serge Blanco et Didier Codorniou, victimes d'une épidémie de grippe, retrouvent une place de titulaire pour le match contre les Gallois pour une victoire 19-15, ponctuée d'un seul essai des Bleus de Serge Gabernet. La France se déplace au stade de Twickenham pour affronter les Anglais et obtenir l'attribution du titre et d'un grand chelem. Serge Blanco ne score pas, ce sont Pierre Lacans et Laurent Pardo qui s'illustrent, Guy Laporte ajoute huit points au pied pour une victoire 16-12.
Le 15 mai 1981, il joue le deuxième match de l'histoire des Barbarians français contre Crawshay's à Clermont-Ferrand. Les Baa-Baas l'emportent 34 à 4.
En juillet, la France fait une tournée en Australie et Serge Blanco est retenu dans le groupe. C'est l'occasion de tester de nouveaux joueurs ; Alain Lorieux, Dominique Erbani et Laurent Rodriguez font leurs débuts internationaux le 5 juillet 1981 à Brisbane dans une rencontre perdue 17-15. Brendan Moon, Michael O'Connor, Simon Poidevin inscrivent un essai chacun, contre un seul essai français de Patrick Mesny. Lors de la deuxième rencontre, un nouveau capé débute à l'ouverture, Marc Sallefranque, alors que Jean-Luc Averous connaît là sa dernière sélection internationale. Si la France fait jeu égal au nombre d'essais avec deux réalisations de Jean-Pierre Élissalde et Pierre Lacans contre deux de Michael O'Connor et Duncan Hall ; Paul McLean fait la différence au pied pour une victoire australienne 24-14. La France rencontre de nouveau la Roumanie en novembre et s'impose 17-9 avec un essai inscrit par Serge Blanco. Puis, Pierre Berbizier et Daniel Revallier qui ont fait leurs débuts internationaux avec Jacques Fouroux en janvier, rencontrent avec Serge Blanco l'équipe de Nouvelle-Zélande lors de deux test matchs au Parc des Princes. Les All Blacks de Graham Mourie, Andy Dalton et Gary Whetton s'imposent 13-9 et 18-6.
Le 7 novembre 1981, il joue de nouveau avec les Barbarians français contre la Nouvelle-Zélande à Bayonne. Les Baa-Baas s'inclinent 18 à 28.

#### Première période des années Fouroux 1982-1984
Forts de leur succès dans le tournoi des cinq nations 1981, Jacques Fouroux et Serge Blanco entament avec confiance le tournoi des cinq nations 1982, avec de nouveaux joueurs pour rencontrer le pays de Galles, le moneinchon Jean-Patrick Lescarboura (deux cent points en équipe de France), le Bayonnais Patrick Perrier et le Toulousain Gérald Martinez qui ne s'imposeront pas sous le maillot bleu (quatre et sept sélections). Serge Blanco marque le seul essai français, la France s'incline 22-12. Elle perd à domicile contre les Anglais 27-15. Clive Woodward marque un des deux essais anglais, Dusty Hare tous les points au pied (dix-neuf) pour un net succès. L'Écosse, qui pose toujours des problèmes à l'équipe de France de Serge Blanco et qui l'emporte toujours à domicile, domine les Bleus 16-7. La France parvient à sauver l'honneur contre les Irlandais de Phil Orr, John O'Driscoll et Michael Kiernan (tous les trois authentiques Lions) en l'emportant 22-9 avec un essai et deux pénalités de Serge Blanco. Le quinze de France rechute aussitôt contre la Roumanie 13-9 avec les débuts internationaux de Didier Camberabero, Pierre Chadebech, Jean Condom, Patrick Estève et Philippe Sella. Lors de ce tournoi, Serge Blanco, comme le plus souvent depuis ses débuts internationaux, est utilisé au poste d'ailier, le poste d'arrière étant occupé par Marc Sallefranque lors des trois premiers matchs et Serge Gabernet contre l'Irlande. En automne, il occupe le poste d'arrière lors d'une défaite en Roumanie sur le score de 13 à 9. La France reçoit par la suite l'Argentine d'Hugo Porta et Marcelo Loffreda. Les Français l'emportent 25-12 et 13-6, avec un essai par match inscrit par Serge Blanco. L'arrière du Biarritz olympique est désigné Meilleur joueur français en fin d'année pour la première fois (Oscar du Midi olympique).
En 1983, Jacques Fouroux et Serge Blanco entament bien le tournoi des cinq nations 1983, en l'emportant avec la manière en Angleterre 19-15 avec trois essais de Patrick Estève, Robert Paparemborde et Philippe Sella contre aucun au XV de la Rose. L'Écosse est un adversaire difficile au Parc des Princes pour une victoire bleue 19-15. Le match suivant voit les verts Irlandais s'imposer 22-16 avec deux essais de Moss Finn et des réalisations au pied d'Ollie Campbell contre un essai de Patrick Estève, un essai, une transformation et deux pénalités de Serge Blanco. Ce dernier score à chaque match du tournoi 1983 ; ainsi, il ajoute trois pénalités à un essai de Patrick Estève et un drop de Didier Camberabero pour une victoire sur le Pays de Galles 16-9. Patrick Estève marque un essai au moins à chaque rencontre, cinq au total. Serge Blanco inscrit lui son meilleur total de points dans un tournoi avec 36 points. La victoire est au bout du tournoi, partagée avec les Irlandais avec un bilan de trois victoires pour une défaite.
En septembre, il se fait opérer en raison de coliques néphrétiques fréquentes : cela le prive de la tournée des Wallabies en France - un nul 15 partout et une victoire des Français sur le score de 15 à 6 - et d'une victoire face à Roumanie. Serge Blanco est de nouveau titulaire du poste d'arrière pour le tournoi suivant, débuté avec une victoire 25-12 contre l'Irlande en partie grâce au pied de Jean-Patrick Lescarboura, auteur de 54 points dans le tournoi et de 17 lors de cette rencontre. C'est le record français définitif dans le Tournoi des Cinq Nations avec 10 pénalités, 4 drops et 6 transformations. Cette rencontre est marquée par le carton rouge de Jean-Pierre Garuet, une « première » pour le rugby français. Robert Paparemborde ne joue plus le tournoi, c'est le dernier de son comparse Jean-Pierre Rives. L'équipe a fière allure : Serge Blanco - Patrice Lagisquet, Philippe Sella, Didier Codorniou, Patrick Estève - (o) Jean-Patrick Lescarboura, (m) Jérôme Gallion - Jean-Luc Joinel, Laurent Rodriguez, Jean-Pierre Rives (cap.) - Jean Condom, Alain Lorieux - Jean-Pierre Garuet, Philippe Dintrans, Michel Crémaschi. L'équipe de France a donc un solide réalisateur qui marque de nouveau 17 points pour contribuer à la victoire des Bleus 21 à 16 au pays de Galles. Contre l'Angleterre, cinq essais sont marqués côté bleu avec Jacques Bégu, Didier Codorniou, Patrick Estève, Jérôme Gallion et Philippe Sella. L'Écosse est intraitable dans son stade de Murrayfield et s'impose 21-12 avec dans les rangs du XV du chardon des joueurs comme Jim Calder, Peter Dods, Jim Aitkin ou John Rutherford. L'Écosse réussit le grand chelem.
L'équipe de France part en tournée en Nouvelle-Zélande. Serge Blanco inscrit le 16 juin 1984 le seul essai français d'une courte défaite 9-10. La victoire des All Blacks est plus nette la semaine suivante avec un score de 31 à 18 malgré trois essais français marqués par Éric Bonneval et Jean-Patrick Lescarboura deux fois.
Le 1er septembre 1984, il joue de nouveau avec les Barbarians français contre les Harlequins au Stade de Twickenham. Les Baa-Baas l'emportent 42 à 20.

#### En route pour la Coupe du monde 1985-1986
En 1985, Serge Blanco et la France commencent le tournoi à Twickenham par un match nul 9-9 contre une formation où apparaît un jeune demi d'ouverture, Rob Andrew, fraîchement capé contre la Roumanie en janvier. Il inscrit les neuf points au pied. Jean-Patrick Lescarboura marque trois drops et égale le record de Pierre Albaladejo de 1960. Lors du match suivant, Serge Blanco se distingue en marquant les deux essais contre l'Écosse pour une victoire 11-3. L'opposition suivante entre les équipes des deux capitaines et talonneurs, Ciaran Fitzgerald et Philippe Dintrans donne lieu à une rencontre serrée ponctuée d'un nouveau match nul 15-15 avec cinq coups de pied de Michael Kiernan contre deux essais de Didier Codorniou, Patrick Estève et des points au pied de Jean-Patrick Lescarboura. Si la France gagne le pays de Galles 14-3, l'Irlande remporte ses deux matchs suivants et le tournoi. C'est en mars 1985, à Paris, que l'International Rugby Board décide que la première Coupe du monde sera organisée conjointement par l'Australie et la Nouvelle-Zélande, durant les mois de mai et de juin 1987. En juin 1985, la France se déplace en Argentine, elle perd le premier match contre les Pumas d'Hugo Porta 24-16, malgré un essai de Serge Blanco, un autre de Jean-Baptiste Lafond, l'apport du Bleu Éric Champ. L'arrière basque récidive une semaine plus tard, imité par Philippe Berbizier, Didier Codorniou et Dominique Erbani, pour un succès 23-15.
Pour la première journée du tournoi des cinq nations 1986, le néo-capé Gavin Hastings manque le coup d'envoi (touche directe), les Français jouent rapidement la touche et marquent le premier essai. C'est l'essai le plus rapide de l'histoire de l'équipe de France. Le jeune Gavin Hastings n'est pas abattu, il inscrit les six pénalités de la victoire 18-17. L'Écosse perd au pays de Galles, le XV du chardon gagne ensuite l'Angleterre et en Irlande. La France, pour sa part, affronte l'Irlande lors de la deuxième journée et s'impose 29-9 au Parc des Princes avec trois essais côté français. Puis la France se déplace au pays de Galles, y marque quatre essais par Jean-Baptiste Lafond (doublé), Serge Blanco et Philippe Sella, pour une victoire 23-15. L'arrière basque et le centre agenais marquent encore un essai contre les Anglais pour s'imposer 29-10 au Parc et accrocher la première place du Tournoi à égalité avec le XV du chardon. La France rencontre ensuite la Roumanie en avril et dispute un match en Argentine en juin.
Le 10 mai 1986, il est de nouveau invité avec les Barbarians français pour jouer contre l'Écosse à Agen. Les Baa-Baas l'emportent 32 à 19.
Puis Serge Blanco et ses troupes jouent contre deux candidats à la victoire pour la Coupe du monde qui se prépare, l'Australie et la Nouvelle-Zélande. Malgré deux essais de Serge Blanco et un de Philippe Sella, les Australiens l'emportent 27-14 avec un essai de David Campese et vingt-trois points de l'artificier Michael Lynagh, auteur de 911 points en 72 sélections. David Campese est également un phénomène avec 64 essais en 101 sélections. Philippe Sella « ne compte que » 30 essais en 111 sélections et Serge Blanco 38 en 93. Côté All Blacks, de nombreux joueurs débutent, avec onze nouvelles capes dont Frano Botica, Mike Brewer ou Sean Fitzpatrick. Ce sont les Baby Blacks. En effet, auparavant, la tournée en Afrique du Sud de 1986 de la Nouvelle-Zélande est annulée par la fédération néo-zélandaise. Une tournée non officielle est cependant effectuée par une équipe appelée les Cavaliers et dont les joueurs sont suspendus à leur retour en Nouvelle-Zélande.

#### Grand chelem et finale de Coupe du monde 1987
En 1987, Serge Blanco est à nouveau sélectionné pour participer au tournoi des cinq nations. Lors du match d'ouverture, la France défait le pays de Galles 16-9 avec deux essais inscrits par Éric Bonneval et Franck Mesnel. La sélection anglaise reçoit ensuite les Français à Twickenham. Éric Bonneval marque une nouvelle fois, Philippe Sella s'illustre également, et pour assurer la victoire 19-15, en plus des cinq points inscrits par le buteur attitré Philippe Bérot, Serge Blanco et Franck Mesnel réussissent chacun un drop. Lors du match contre les Écossais, Éric Bonneval brille comme finisseur en inscrivant trois essais, Philippe Bérot en marque un autre ainsi que trois pénalités. La France se déplace à Lansdowne Road pour l'attribution du titre et accrocher un grand chelem. Serge Blanco ne score pas, c'est Éric Champ qui s'illustre en inscrivant deux essais, Philippe Bérot ajoute onze points au pied pour une victoire 19-13. La France remporte le tournoi et le grand chelem, le quatrième des Bleus dans le tournoi et le second de Serge Blanco.
Après le tournoi, la France ouvre la page de l'histoire de la Coupe du monde en se rendant en mai dans l'hémisphère Sud. L'équipe affronte l'Écosse le 23 mai 1987 avec une étiquette de favorite due au grand chelem réalisé au printemps, les Écossais n'ont rien à perdre et mènent 16-6 après cinquante-deux minutes de jeu. Philippe Sella, Pierre Berbizier marquent un essai chacun, Serge Blanco marque les esprits en jouant rapidement un coup échappant aux adversaires et à la caméra de télévision pour donner un avantage inespéré aux Bleus 20-16,. Le « Pelé du rugby » à XV a frappé même si Matthew Duncan inscrit un essai qui permet à l'Écosse d'égaliser 20-20. Les deux autres équipes de la poule ne sont pas du même niveau et sont dominées 55-12 pour la Roumanie et 70-12 pour le Zimbabwe ; Didier Camberabero en profite pour inscrire un record mondial individuel de trente points contre les Africains. La qualification est acquise et le match nul contre les Écossais a valeur de victoire, la différence d'essais (trois contre deux) permet d'éviter les All Blacks et d'affronter les Fidji en quart de finale. La France l'emporte 28-16 sans convaincre,.
La demi-finale a lieu à Sydney contre l'Australie des David Campese, Michael Lynagh, Nick Farr-Jones, qui a brillé en 1984 en devenant la première équipe australienne à réussir le grand chelem lors d'une tournée dans les îles britanniques et irlandaise, à savoir battre chez elles Angleterre, Écosse, pays de Galles et Irlande. Le match est l'un des plus formidables de l'histoire,. L'Australie mène 24-21 dans les dernières minutes avant que Didier Camberabero ne réussisse une pénalité et n'égalise. Ce sont les tout derniers instants ponctués par un essai décisif de Serge Blanco,. Sur un maul, la balle est récupérée par Pierre Berbizier qui transmet à Serge Blanco qui donne une balle difficile à Patrice Lagisquet qui déborde sur l'aile gauche, est isolé, tape un coup de pied de recentrage que ne récupère pas David Campese. Alain Lorieux surgit, Dominique Erbani transmet à Éric Champ, Pascal Ondarts se jette pour récupérer le ballon, transmet à Patrice Lagisquet pour Jean-Pierre Garuet pour Laurent Rodriguez, Denis Charvet qui oublie deux partenaires sur sa droite, conserve la balle, donne à Pierre Berbizier pour Patrice Lagisquet qui crochète, s'isole, puis passe en arrière. Michael Lynagh ne parvient pas à attraper la balle, Éric Champ est là ; Laurent Rodriguez enfin ramasse la balle et donne à Serge Blanco qui court vers l'en-but et échappe à un dernier placage. L'essai est accordé. La France dispute sa première finale de Coupe du monde, mais les All Blacks sont plus forts et remportent le titre,.
Le 7 octobre 1987, il joue avec les Barbarians français contre le Penarth RFC à Penarth au Pays de Galles. Les Baa-Baas l'emportent 48 à 13.

#### Dernière période des années Fouroux 1988-1990
En 1988, Serge Blanco participe une nouvelle fois au tournoi des cinq nations. Lors du match d'ouverture, la France défait le quinze de la rose
10-9 avec un essai inscrit par Laurent Rodriguez. La rencontre suivante est encore plus compliquée à Murrayfield et se solde par une défaite 23-12 contre l'Écosse ; Gavin Hastings marque 16 points soit un essai et quatre pénalités. La France réagit en s'imposant 25-6 contre l'Irlande au Parc des Princes et plus difficilement 10-9 au pays de Galles. Les Français ont privé les Gallois du grand chelem et gagnent le tournoi à égalité avec ceux-ci.
Le 22 mai 1988, il est capitaine des Barbarians français pour un match contre l'Irlande à La Rochelle. Ce match célèbre le jubilé de Jean-Pierre Elissalde, les Baa-Baas l'emportent 41 à 26.
La France et Serge Blanco se déplacent en Argentine en juin pour une tournée ponctuée d'une victoire et d'une défaite avant de retrouver les Pumas en novembre pour deux victoires sur le sol français. L'arrière basque inscrit deux essais lors du match joué à Nantes.
En 1989, l'équipe de Serge Blanco s'incline contre l'équipe de Will Carling 11-0. Ce jeune joueur qui a fait ses débuts internationaux contre la France en 1988, est déjà capitaine d'une équipe anglaise composée entre autres éléments de Rory Underwood, Rob Andrew, Brian Moore, la paire de deuxièmes lignes Wade Dooley-Paul Ackford, la troisième ligne Mike Teague, Andy Robinson, Dean Richards. Carling et Robinson inscrivent chacun un essai. La France parvient toutefois à remporter le tournoi, le quatrième consécutif, en gagnant les trois autres matchs avec au moins un essai de Serge Blanco qui finit meilleur marqueur du tournoi avec quatre réalisations.
Lors de la tournée de l'équipe de France en Nouvelle-Zélande en 1989, Serge Blanco et ses coéquipiers retrouvent les All Blacks pour la première fois depuis la finale de Coupe du monde. Lors du premier test match, l'arrière de Biarritz s'illustre et marque deux essais, insuffisants toutefois pour battre les joueurs de l'hémisphère sud, qui s'imposent 25-17. Le second match est perdu plus largement 34-20. Serge Blanco joue ensuite contre les Lions britanniques et irlandais le seul match de l'histoire entre les Lions et les Français. Cette équipe de tournée s'impose 29-27 au Parc des Princes. Un mois plus tard, les Français affrontent à la Meinau de Strasbourg les Wallabies australiens en tournée en France. Après une défaite de 17 points, 32 à 15, ce qui constitue alors la plus grosse défaite des Bleus en France depuis 1940, les sélectionneurs changent dix joueurs pour le deuxième match face aux Australiens, Blanco figurant parmi les joueurs remplacés. En janvier, il se blesse lors d'un match amical organisé par son club de Biarritz en faveur de la Roumanie qui vit alors un moment important d'histoire avec la chute du régime de Nicolae Ceaușescu lors de la révolution roumaine de 1989. Malgré tout, il joue le week-end suivant mais sa blessure s'aggrave et il doit déclarer forfait pour la première journée du tournoi. Il fait son retour face à l'Angleterre lors d'une défaite à Paris sur le score de 26 à 7. Les Français enchaînent ensuite par une nouvelle défaite, en Écosse, 21 à 0, avant de terminer le tournoi par une victoire 31 à 12 face à l'Irlande.

#### Dernier tournoi et Coupe du monde 1991
En 1991, Serge Blanco participe pour la dernière fois au tournoi des cinq nations. Lors du match d'ouverture, la France défait l'Écosse 15-9 avec deux drops et deux pénalités inscrits par Didier Camberabero et Patrice Lagisquet. Puis elle l'emporte à Lansdowne Road 21-13 avec deux essais de Patrice Lagisquet et Laurent Cabannes et des points au pied de Didier Camberabero. La victoire contre les Gallois au Parc des Princes est plus large 36-3, avec six essais dont un de Serge Blanco. Pour finir, les Français se déplacent à Twickenham pour affronter des Anglais également invaincus et prétendants à un grand chelem. Simon Hodgkinson inscrit quatorze points au pied, Rob Andrew un drop et Rory Underwood un essai côté anglais. L'équipe a fière allure avec Will Carling, Jeremy Guscott, Jason Leonard, Wade Dooley, Paul Ackford et Dean Richards notamment. La France marque trois essais mais perd le match 21-19,. C'est l'occasion d'un nouvel essai d'anthologie. Sur une tentative de pénalité anglaise manquée, la balle est récupérée par Pierre Berbizier dans son en-but qui transmet à Serge Blanco qui attaque derrière ses poteaux, prend de vitesse un défenseur, en fixe un autre et transmet à Jean-Baptiste Lafond dans les vingt-deux mètres français sur l'aile droite. Ce-dernier fixe et donne à Philippe Sella, qui revient à l'intérieur et donne à Didier Camberabero. Isolé en débordement au milieu de sept défenseurs, il tape un coup de pied au-dessus d'un premier défenseur, récupère la balle et effectue un coup de pied de replacement pour éliminer tous les défenseurs. Philippe Saint-André est le premier sur le ballon, à dix mètres des poteaux, il n'est pas repris par Jeremy Guscott, et marque l'essai d'une action menée sur cent mètres.
Lors de la Coupe du monde de rugby à XV 1991, la France s'impose à trois reprises dans les matchs de poule, dont une sur le score de 19 à 13 contre le Canada. La France affronte, le 19 octobre, l'Angleterre en quart de finale et s'incline 19 à 10 contre un adversaire qui l'a battue les trois derniers matchs (11-0 à Twickenham en 1989, 26-7 à Paris en 1990, 21-19 à Twickenham en 1991) et qui a bien préparé tactiquement la rencontre. Serge Blanco, pour qui ce sera finalement le dernier match avec le XV de France, est directement visé sur les premières chandelles du match.
Le 31 octobre 1992, il est de nouveau le capitaine des Barbarians français contre l'Afrique du Sud à Lille. Les Baa-Baas s'imposent 25 à 20. Le 26 juin 1994, il joue son dernier match avec les Barbarians français contre l'Université de Sydney en Australie. Il débute sur le banc, puis remplace Thomas Castaignede en cours de match. Les Baa-Baas s'imposent 36 à 62.

## Palmarès
En l'espace de douze ans, Serge Blanco s'est construit un palmarès important, le titre de vice-champion du monde 1987 restant l'exploit le plus retentissant de sa carrière, avec les grands chelems réalisés dans le tournoi. Il est désigné Meilleur joueur français par le quotidien Midi olympique en 1982, 1983, 1989, 1990, 1991 et 1992 ainsi que second en 1985 et 1988.

### En club
Serge Blanco est vice-champion de France 1991-1992 lors de sa dernière saison en club. Il est également finaliste du challenge Yves du Manoir en 1989.

### En équipe nationale
Serge Blanco participe à deux Coupes du monde, avec un titre de vice-champion du monde 1987 et une place de quart de finaliste en 1991. Il remporte également six fois le tournoi, réussissant deux grands chelems en 1981 et 1987. Il remporte également les Jeux méditerranéens en 1979 et 1983.

#### Coupe du monde
| Édition                            | Rang               | Résultats France | Résultats S B | Matchs S B |
| ---------------------------------- | ------------------ | ---------------- | ------------- | ---------- |
| Nouvelle-Zélande et Australie 1987 | Finaliste          | 5 v 0 n 1 d      | 4 v 0 n 1 d   | 5/6        |
| Angleterre 1991                    | Quart de finaliste | 3 v 0 n 1 d      | 3 v 0 n 1 d   | 4/4        |

Légende : v = victoire ; n = match nul ; d = défaite.

#### Tournoi
| Édition           | Rang | Résultats France | Résultats S. Blanco | Matchs S. Blanco |
| ----------------- | ---- | ---------------- | ------------------- | ---------------- |
| Cinq nations 1981 | 1    | 4 v, 0 n, 0 d    | 3 v, 0 n, 0 d       | 3/4              |
| Cinq nations 1982 | 4    | 1 v, 0 n, 3 d    | 1 v, 0 n, 3 d       | 4/4              |
| Cinq nations 1983 | 1    | 3 v, 0 n, 1 d    | 3 v, 0 n, 1 d       | 4/4              |
| Cinq nations 1984 | 2    | 3 v, 0 n, 1 d    | 3 v, 0 n, 1 d       | 4/4              |
| Cinq nations 1985 | 2    | 2 v, 2 n, 0 d    | 2 v, 2 n, 0 d       | 4/4              |
| Cinq nations 1986 | 1    | 3 v, 0 n, 1 d    | 3 v, 0 n, 1 d       | 4/4              |
| Cinq nations 1987 | 1    | 4 v, 0 n, 0 d    | 4 v, 0 n, 0 d       | 4/4              |
| Cinq nations 1988 | 1    | 3 v, 0 n, 1 d    | 3 v, 0 n, 1 d       | 4/4              |
| Cinq nations 1989 | 1    | 3 v, 0 n, 1 d    | 3 v, 0 n, 1 d       | 4/4              |
| Cinq nations 1990 | 3    | 2 v, 0 n, 2 d    | 1 v, 0 n, 2 d       | 3/4              |
| Cinq nations 1991 | 2    | 3 v, 0 n, 1 d    | 3 v, 0 n, 1 d       | 4/4              |

Légende : v = victoire ; n = match nul ; d = défaite ; la ligne est en gras quand il y a grand chelem.

### Décorations et trophées
- Trophée Micheline Ostermeyer le 13 novembre 2013 (statuette d'après la Discobole du sculpteur Jacques Gestalder érigée à l'Insep près du stade Gilbert Omnès) ;

- Oscars du Midi olympique
  -  Oscar d'Or : 1982, 1983, 1989, 1990, 1991, 1992
  -  Oscar d'Argent : 1985, 1988

- Nommé « Légende du sport » par le musée national du Sport en novembre 2024[105].

## Statistiques

### En équipe nationale
De 1980 à 1991, Serge Blanco dispute 93 matchs avec l'équipe de France au cours desquels il marque 38 essais, 6 transformations, 2 drops et 21 pénalités (233 points). Il participe notamment à onze tournois des cinq nations de 1981 à 1991 et à deux coupes du monde (1987 et 1991). Il remporte deux grands chelems en 1981 et 1987 et quatre autres tournois. Il dispute neuf rencontres de coupe du monde en deux participations  avec un titre de vice-champion du monde. Il est le meilleur marqueur français dans le cadre du Cinq Nations, avec 14 essais, à égalité avec Philippe Sella (14), devant Christian Darrouy (13) et Philippe Saint-André (13).
Serge Blanco débute en équipe nationale à 22 ans et 69 jours le 8 novembre 1980 et garde une place de titulaire jusqu'à la fin de l'année 1991, retraite programmée à la fin de la Coupe du monde 1991.

### Records
Serge Blanco possède de nombreux records dont le plus connu est celui de meilleur marqueur d'essais de l'histoire de l'équipe de France avec 38 réalisations. Le tableau suivant détaille ses records personnels à la fin de sa carrière de joueur :
| Type                                                        | Score | Compétition                                       | Lieu                                | Date             |
| ----------------------------------------------------------- | ----- | ------------------------------------------------- | ----------------------------------- | ---------------- |
| nombre de points en sélection nationale                     | 233   | Sélection nationale France                        | Arms Park (Cardiff, pays de Galles) | 4 septembre 1991 |
| nombre de sélections nationales                             | 93    | Sélection nationale France                        | Parc des Princes (Paris, France)    | 19 octobre 1991  |
| nombre d'essais en sélection nationale                      | 38    | Sélection nationale France                        | Arms Park (Cardiff, pays de Galles) | 4 septembre 1991 |
| nombre de points en un match de sélection nationale         | 12    | Sélection nationale Irlande – France              | Lansdowne Road (Dublin, Irlande)    | 19 février 1983  |
| nombre de points en coupe du monde                          | 16    | Coupe du monde France                             | Sydney (Australie)                  | 13 juin 1987     |
| nombre de points en une coupe du monde                      | 16    | Coupe du monde 1987 France                        | Sydney (Australie)                  | 13 juin 1987     |
| nombre de points dans un match de coupe du monde            | 12    | Coupe du monde 1987 France – Écosse               | Christchurch (Nouvelle-Zélande)     | 23 mai 1987      |
| nombre de points en Tournoi des cinq nations                | 105   | Tournoi des Cinq Nations France                   | Parc des Princes (Paris, France)    | 2 mars 1991      |
| nombre de sélections nationales en Tournoi des cinq nations | 42    | Tournoi des cinq nations 1991 Angleterre – France | Twickenham (Londres, Angleterre)    | 16 mars 1991     |

## Carrière de dirigeant de rugby à XV

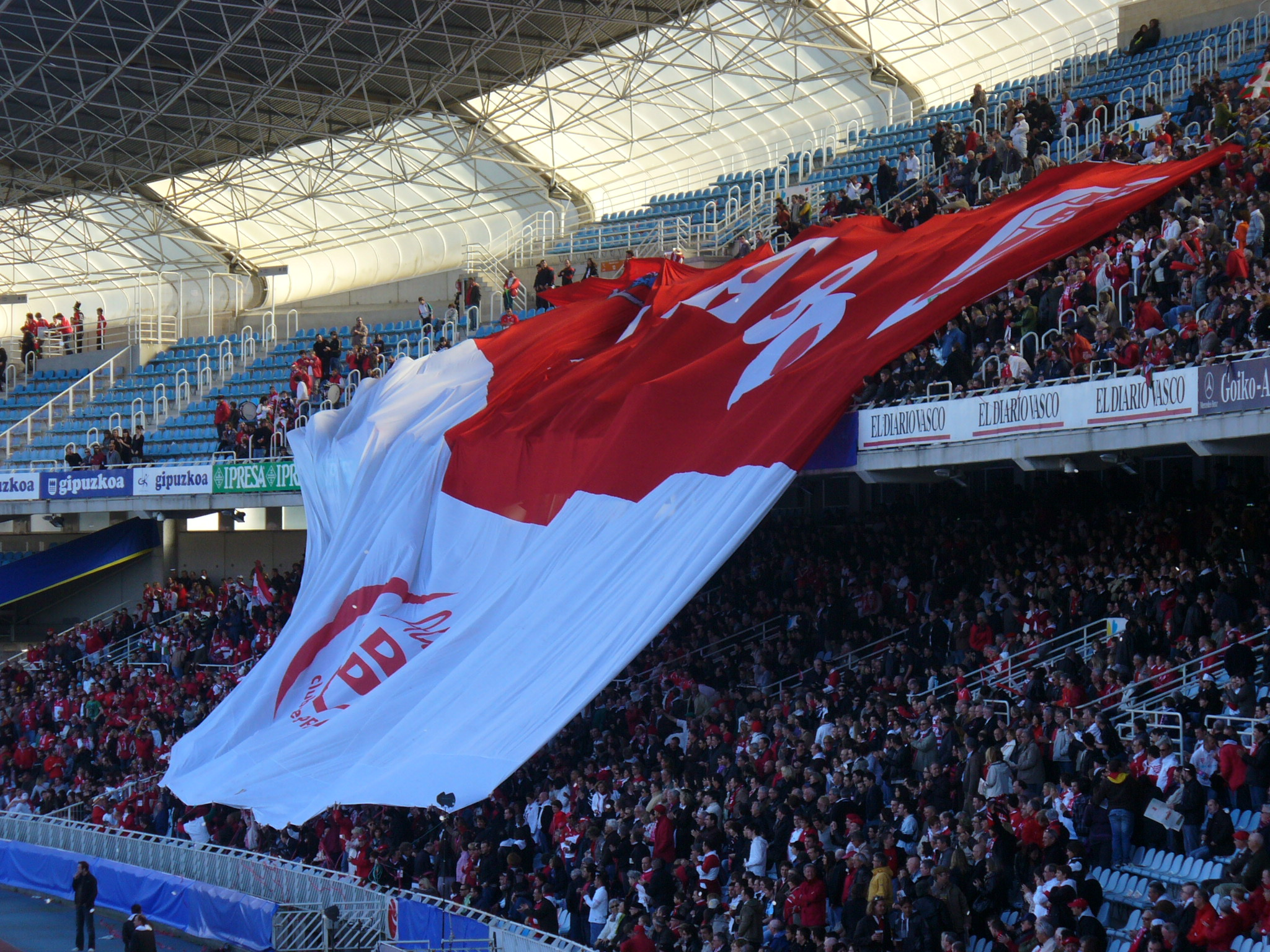
Ferveur basque en 2010 au Stade d'Anoeta.

Serge Blanco occupe la présidence de Biarritz olympique de 1995 à 1998 puis de nouveau de 2008 à 2015.
De 1995 à 1998, il est également consultant sur Canal+. Il commente les matchs du championnat de France de rugby à XV avec Éric Bayle.
Il est ensuite président de la Ligue nationale de rugby à partir de 1998 et jusqu'en 2008. La Fédération française de rugby (FFR) a toujours dirigé les destinées du rugby à XV français. La tâche du premier président de la jeune Ligue, n'est pas simple. Il organise les compétitions nationales professionnelles tant sur le plan sportif que financier, réduisant le nombre de clubs du championnat de vingt-quatre équipes à la poule unique du Top 14 en 2004, augmentant les ressources des droits télévisuels, tout en contentant sportifs et dirigeants. À la fin de son mandat, le premier président de la Ligue dresse un bilan : « le rugby a connu une progression exceptionnelle ! […] Le rugby professionnel s'appuie désormais sur une solide assise financièrement, sportivement et, même, structurellement. […] Alors, dix ans plus tard, je peux dire que nous avons réussi ». Résultat pas toujours acquis dans la facilité entre fâcherie, menace de boycott des Coupes d'Europe 2007-2008 et soucis de calendrier,.
Depuis 2008, il est membre du comité directeur de la Fédération française de rugby,. De 2012 à 2016, il occupe un des huit postes de vice-président de la FFR, chargé du projet du grand stade et du rugby professionnel, dans le bureau fédéral élu par le comité directeur.
Durant l'été 2014, Pierre Camou, président de la FFR, annonce que Serge Blanco épaulera Philippe Saint-André avec l'équipe de France.
En 2015, Serge Blanco intègre la commission de nomination du nouveau sélectionneur de l'équipe de France de rugby à XV.
Le 23 juin 2015, Serge Blanco quitte la présidence du Biarritz olympique après l'échec du projet de fusion avec l'Aviron bayonnais. Il réintègre le club en 2020 pour encadrer des équipes de jeunes au sein de l'association.
En novembre 2016, il est numéro 2 de la liste menée par Pierre Camou pour intégrer le comité directeur de la Fédération française de rugby. Lors de l'élection du nouveau comité directeur, le 3 décembre 2016, la liste menée par Bernard Laporte obtient 52,6 % des voix, soit 29 sièges, contre 35,28 % des voix pour Pierre Camou (6 sièges) et 12,16 % pour Alain Doucet (2 sièges). Serge Blanco conserve sa place au comité directeur mais c'est Bernard Laporte  qui est élu à la présidence de la fédération française de rugby.
En 2019, il participe à un groupe de travail pour préparer le renouvellement du comité directeur de la Fédération française de rugby en octobre 2020. Celui-ci rassemble des dirigeants issues du monde amateur et d'anciens internationaux comme Jean-Claude Skrela, Fabien Pelous ou Jean-Marc Lhermet. Le 25 juin 2019, ce groupe annonce que Florian Grill, président de la Ligue régionale Île-de-France de rugby, sera à la tête de la liste d'opposition qui se présentera face à la gouvernance actuelle. En 5e position sur la liste candidate, celle-ci réunit 48,53 % des voix à l'issue du scrutin le 3 octobre 2020, et obtient 9 sièges. Serge Blanco continue ainsi de siéger au comité directeur. Le 27 janvier 2023, il quitte le comité directeur de la fédération avec tous les élus de l'opposition, après la démission du président Bernard Laporte et l'appel de la ministre des Sports à une démission de l'ensemble du comité directeur pour provoquer de nouvelles élections générales. En avril 2023, il quitte le mouvement Ovale Ensemble mené par Florian Grill et regrette la décision collective d'avoir quitté le comité directeur en janvier. Il se présente en candidat libre lors de l'élection partielle de mai 2023 pour renouveler 12 membres mais n'est pas réélu.
Dès septembre 2022, en vue de la Coupe du monde de rugby à XV 2023 organisée en France, il devient le consultant rugby de la radio Europe 1 dans Europe 1 Sport.
En août 2023, il réintègre le conseil d'administration du Biarritz olympique présidé par Jean-Baptiste Aldigé. Le 20 décembre 2023, il est élu président l'association du Biarritz olympique rugby amateur, après plusieurs mois de lutte pour renverser l'équipe précédente, menée par David Couzinet, qui était en conflit avec les dirigeants de la section professionnel du club,.

## Activités en dehors du rugby

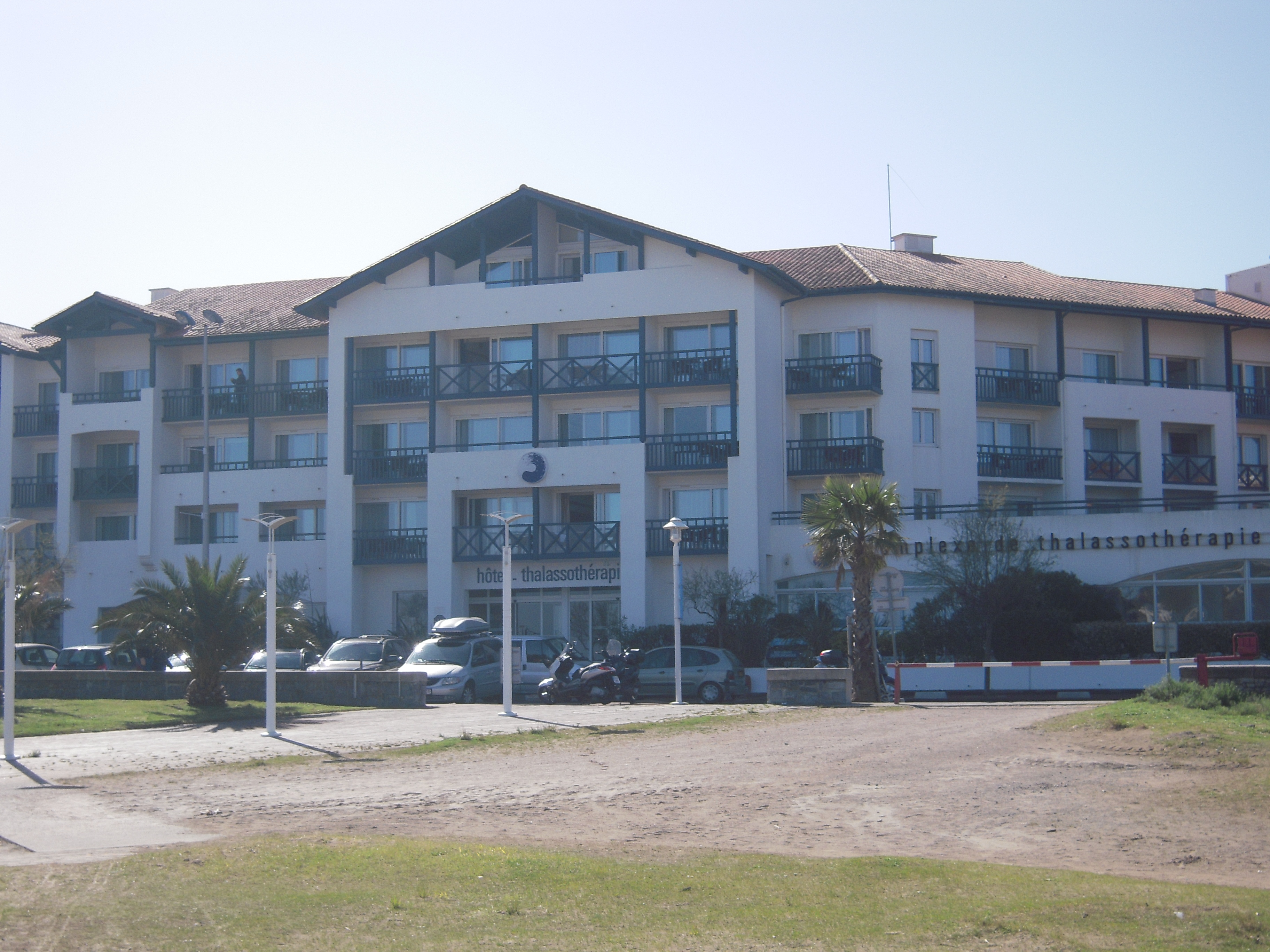
Le centre de thalassothérapie Serge Blanco est ouvert à Hendaye en 1991 par Blanco et Clus.

Serge Blanco passe un certificat d'aptitude professionnelle de tourneur, ajusteur, monteur et commence sa vie professionnelle chez Dassault en 1976 pour travailler à la chaîne. Il décape des avions, un vrai métier d'ouvrier, effectué, dit-il, « dans l'allégresse générale », huit années durant. En 1983, il est convaincu par Jean-Pierre Rives de le rejoindre et d'intégrer les relations publiques du groupe Pernod. Il quitte la société en 1992, après neuf ans de loyaux services,.

### Thalassothérapie
En effet, en partenariat avec le kinésithérapeute du Biarritz olympique Michel Clus, il décide de se lancer dans la thalassothérapie. En 1990, il reçoit alors le Prix de la ville de Paris de l'Académie des sports pour performance ou acte sportif révélateur de qualités humaines exceptionnelles. En 1991, Blanco a 33 ans, et va bientôt arrêter sa carrière sportive. Avec Clus, il inaugure à Hendaye un centre de thalassothérapie au nom de Serge Blanco,. « La première année a été très compliquée », se souvient-il. « Nous étions installés sur une ZAC où nous étions la seule entreprise ».
Au 30 septembre 2018, la société qui emploie 147 collaborateurs est encore déficitaire.
Les deux hommes achètent en 1996 l'hôtel Ibaia, à proximité du centre,.

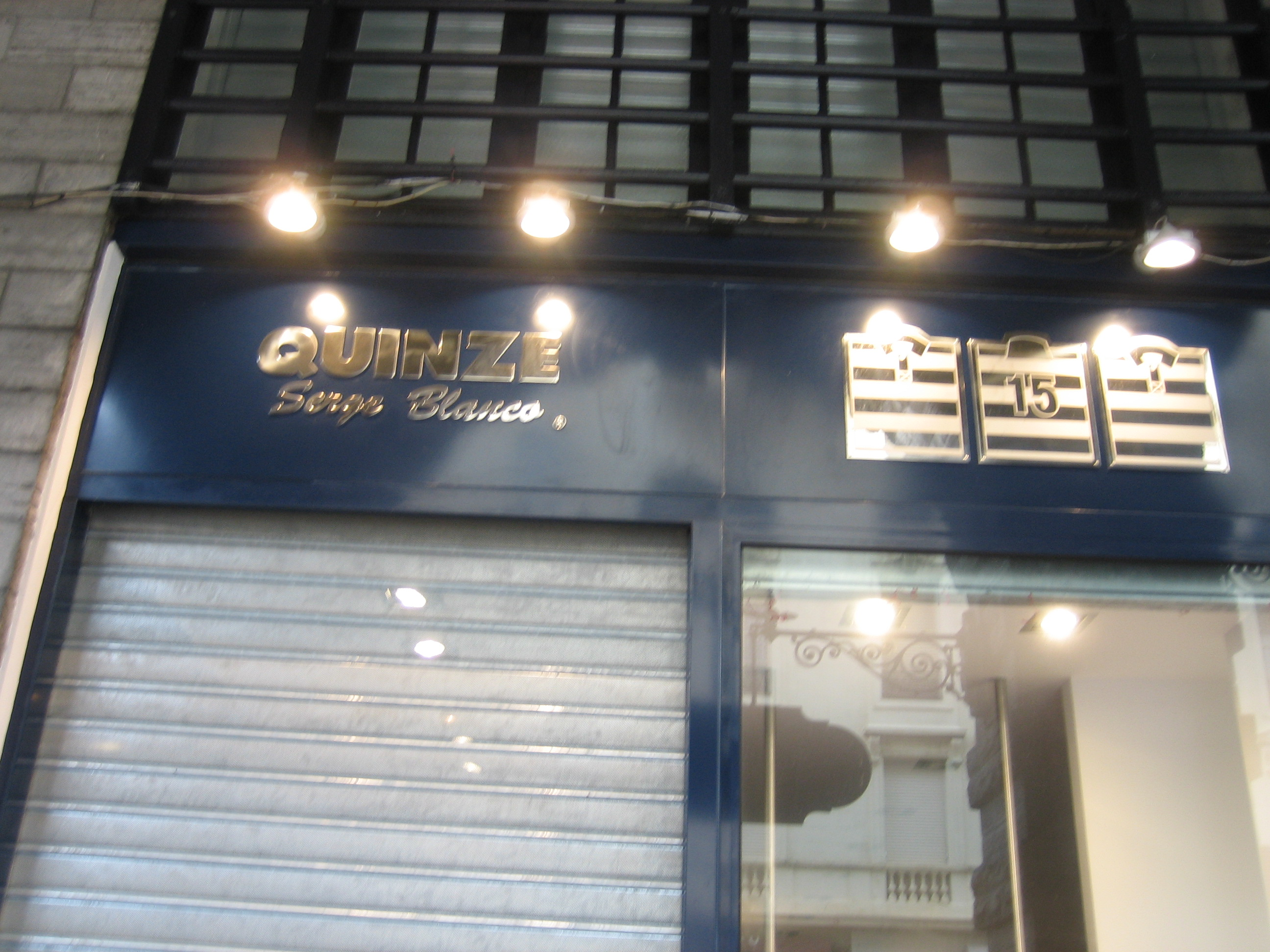
Une boutique de vêtements Quinze - Serge Blanco à Biarritz.

Quand Serge Blanco est joueur, les dirigeants de Biarritz convient les joueurs en fin d'année à un repas au château-hôtel de Brindos, à Anglet (Pyrénées-Atlantiques). « Un jour, un copain m'a dit : Tu as vu ? Brindos est en liquidation. Alors, je l'ai acheté ! ». Les travaux de rénovation durent deux années et ont un coût de sept millions d'euros. En mai 2002, l'hôtel restaurant quatre-étoiles ouvre.
En janvier 2020, le tribunal de commerce de Bayonne a placé mi-janvier la holding Serge Blanco en liquidation judiciaire. Cet ensemble comprend la thalassothérapie créée par l'international de rugby à Hendaye, mais également d'autres activités comme l'hôtellerie dont l'établissement cinq étoiles de Brindos à Anglet, près de Bayonne,.

### Prêt à porter
Serge Blanco attend la fin de sa carrière de joueur, pour lancer un autre projet, une ligne de vêtements à son nom, Quinze - Serge Blanco avec le Toulousain Jean-Jacques Lauby. Les magasins sont le plus souvent des franchises, Serge Blanco est intéressé au chiffre d'affaires. La marque continue[Quand ?] de se vendre correctement, et diversifie sa gamme de produits (enfants, maroquinerie, montres),.

Logo de l'enseigne

En 1993, Serge Blanco donne son nom à un jeu vidéo, Blanco World Class Rugby, sorti sur Super Nintendo, développé par Misawa Entertainment et édité par Imagineer. C'est la première simulation de rugby à XV disponible sur une console de salon.

## Décorations
- Chevalier de la Légion d'honneur (décret du 13 juillet 2009)[148]

## Vie privée
En 1980, Serge Blanco épouse Liliane Drille et un an plus tard, un premier enfant naît de leur union, Sébastien. Il est suivi par Stephan, deux ans plus tard.
En août 1992, la mère de Serge, Odette Blanco, décède des suites d'une longue maladie.